# El Palmar (Huimanguillo)
El Palmar es una localidad del municipio de Huimanguillo ubicado en la subregión de la Chontalpa del estado mexicano de Tabasco.

## Geografía
La localidad de El Palmar se sitúa en las coordenadas geográficas 18°01′03″N 93°50′11″O / 18.017500, -93.836389, a una elevación de 9 metros sobre el nivel del mar.

## Demografía
Según el Conteo de Población y Vivienda 2020, efectuado por el Instituto Nacional de Estadística y Geografía, la localidad de El Palmar tiene 59 habitantes, de los cuales 30 son del sexo masculino y 29 del sexo femenino. Su tasa de fecundidad es de 2.59 hijos por mujer y tiene 16 viviendas particulares habitadas.
| Gráfica de evolución demográfica de El Palmar entre 1990 y 2020 |
|                                                                 |
| INEGI.                                                          |